# Notoreas villosa
Notoreas villosa är en fjärilsart som beskrevs av Alfred Philpott 1917. Notoreas villosa ingår i släktet Notoreas och familjen mätare. Inga underarter finns listade i Catalogue of Life.